# Le Voyage de Máel Dúin

Le Voyage de Máel Dúin est un récit légendaire de voyage, composé en vieil irlandais vers la fin du Xe siècle. Máel Dúin est le fils d'Ailill le guerrier, dont l'assassinat ouvre le récit.

## Sources
Ce récit se rattache à un cycle de contes irlandais, les Navigations (Imrama), dont la matière est inspirée en partie des périples classiques de Jason, Ulysse et Énée.
Le conte nous est parvenu par le récit du XIe siècle d'un certain Aed le Beau, décrit comme un « sage chef d'Irlande », mais divers indices internes au texte montrent que le récit lui même remonte au VIIIe siècle. Imram Curaig Mailduin est partiellement préservé dans deux manuscrits : le Lebor na hUidre, conservé à la Royal Irish Academy de Dublin ; et le Livre jaune de Lecan, MS. H. 216 de la bibliothèque du Trinity College ; il s'en trouve des fragments dans le Harleian MS. 5280 et l'Egerton MS. 1782 conservé au British Museum.

## La geste de Máel Dúin

### Sa jeunesse
Máel Dúin est le fils du guerrier Ailill Ochair Aghra. Sa mère est une moniale violée par Ailill. Peu après, Ailill est tué par des maraudeurs de Leix qui font brûler l'église où ils ont commis leur forfait. Máel Dúin est recueilli par sa mère et la reine d'Eoganacht. En grandissant, il devient un magnifique guerrier, victorieux dans tous ses tournois, aussi bien à la course qu'au saut ou au lancer de pierre, au lancer du javelot, enfin à cheval. Máel Dúin s'imagine jusque-là qu'il est le fils des souverains d'Eoganacht. Mais « ...un jeune, jaloux, lui crie la réalité de sa naissance obscure, en se plaignant que Máel Dúin, dont personne ne connaît le clan ni le peuple, dont personne ne connaît la mère ni le père, nous a tous battus. » Vexé, Máel Dúin refuse désormais de manger à la table du roi et de la reine jusqu'à ce que le secret de sa naissance lui soit révélé. La reine l'envoie alors vers sa véritable mère, laquelle lui annonce que son père a été assassiné.
Máel Dúin se rend au cimetière de l'église de Dubcluain où Briccne, un religieux à la langue de vipère, le persuade qu'il est de son devoir de venger son père. Máel Dúin consulte un druide du nom de Nuca à Corcomroe qui lui apprend comment retrouver les assassins.

### Mael Duin et ses frères de lait
Peu après, Máel Dúin lève un équipage pour rallier l'île des assassins de son père. Son navire lève l'ancre mais bientôt, ses trois frères de lait l'interpellent du rivage, espérant qu'il va les emmener à son bord. Máel Dúin doit refuser, car le druide l'a averti de tenir l'équipage à un effectif strict ; il leur répond donc : « Rentrez chez vous, car même si nous devions jeter l'ancre, seuls ceux qui m'accompagnent pourront rester à bord. » À quoi les frères répondirent : « Nous te suivrons jusque dans la mer, et nous nous noierons à moins que tu ne viennes nous chercher. » Ils plongent à la mer et commencent à s'éloigner du rivage à la nage. Mael Duin fait virer son navire et les hisse à bord, transgressant l'avertissement du druide.
Les aventuriers croisent d'abord au large de deux îles fortifiées. De ces forts, on entend du bruit et des cris d'ivrognes : « Máel Dúin entend l'un des hommes s'écrier C'est moi qui ai tué Ailill Ochair d'Agha, moi qui ai incendié Dubcluain et je suis indemne de la vengeance de son peuple. » Mais Máel Dúin, repoussé par des vents contraires, ne peut s'approcher davantage de l'île. Il se dit que Dieu poussera le navire selon la providence : or, le navire s'éloigne vers l'océan infini. L'équipage reproche ces vents défavorables à l'insistance des frères de lait à avoir voulu monter à bord.

### Les îles visitées
Mael Duin et ses hommes découvrent ainsi une vingtaine d'îles, toutes plus exotiques les unes que les autres.
Enfin ils recueillent un homme de Toraigh. Ce dernier leur recommande de jeter leurs richesses dans l'océan. Il prophétise qu'ils rentreront dans leur pays, et retrouveront leurs ennemis, mais ne les tueront pas.
Et en effet, ils finissent par jeter l'ancre à l'île des assassins. Máel Dúin fait à ses ennemis le récit des merveilles que Dieu lui a révélées dans ce voyage. Les protagonistes concluent finalement la paix.

## Intertextualité
Le Voyage de Máel Dúin contient des motifs que l'on retrouve dans d’autres immrama : le Voyage de Bran et le Voyage of Saint Brendan.
- L'île de la Joie, décrite au paragraphe 61 du Voyage de Bran a probablement inspiré l'« Île du fou-rire » de Máel Dúin'[2].
- Dans le conte de Mael Duin, comme dans le Voyage de Brendan trois autres personnages viennent rejoindre l'équipage. Mael Duin est contraint d'embarquer ses frères de lait ; Brendan, trois autres moines. Dans les deux cas, ces imprévus mettent en péril l'expédition, qui ne se termine qu'avec la disparition de ces trois intrus[2].
- Au chapitre 11 de Máel Dúin, les aventuriers découvrent un grand fort et de hautes colonnes blanches sur une île. L'équipage s'engage dans la plus grande des maisons : elle est vide, à l'exception d'un chat qui bondit d'une colonne à l'autre. Les hommes trouvent plusieurs bijoux en or, notamment des colliers d'or. L'un des trois frères de lait demande à prendre l'un de ces colliers et, Máel Dúin le lui ayant refusé, il le dérobe ; alors « ...le chat suivit le groupe en sautillant, puis se faufila jusqu'à l'homme et lui sauta au visage tel une flèche, le réduisant en cendres. » Cet épisode est similaire à celui du chapitre 7 du Voyage de Brendan : l'un des moines intrus s'empare d'une broche d'argent malgré l'interdiction de Brendan[3] ; au paragraphe 65 du Voyage de Bran, l'un des marins saute du navire et il est réduit en cendres dès qu'il touche la terre ferme[4].
- Au chapitre 18 de Máel Dúin, les compagnons, alors qu'ils quittent une île, entendent « un chant sourd » provenant du nord-est. Ils rament pendant deux jours dans la direction de ce bruit, qui ressemble à une psalmodie. Finalement, ils découvrent une île montagneuse peuplée d'oiseaux multicolores, au chant grave. Cet épisode rappelle un passage du Voyage of Saint Brendan, où Brendan et son équipage sont attirés par une psalmodie qui les amène à une île peuplée d'oiseaux ; mais dans le conte de Brendan, il est affirmé que ces oiseaux chantent les louanges du Seigneur, alors que dans le conte de Máel Dúin, le chant n'a pas de sens défini : la portée religieuse est donc moindre.

## Éléments chrétiens
Hans Oskamp signale que Mael Duin est le premier récit de voyage à mêler indifféremment éléments chrétiens et profanes. Elva Johnston relève que les retards imputables aux trois frères intrus laisse à Máel Dúin le temps de méditer sur son projet de vengeance, et participe finalement de son salut spirituel. La gratitude de Mael Dúin envers Dieu, qui l'a préservé d'incroyables dangers, est plus forte que sa vengeance personnelle.